# 키리바시의 국기

비율 1:2

길버트 엘리스 제도 당시의 기

키리바시의 국기는 1979년 7월 12일에 제정되었다. 위쪽 부분에는 빨간색 바탕 가운데에 그려진 황금색 태양 위에 군함조가 날고 있는 형상을 하고 있으며 아래쪽 부분에는 그려져 있는 파란색과 하얀색 두 가지 색의 파도가 3개씩 그려져 있다. 군함조는 바다, 자유, 권위에 대한 명령과 권력을, 파도는 키리바시를 구성하는 3개의 군도(길버트 제도, 피닉스 제도, 라인 제도)와 태평양을, 태양에 그려진 17개의 햇빛은 길버트 제도를 구성하는 16개의 섬과 바나바섬을 나타낸다.

## 색상
| 색상 | 빨강                | 노랑                 | 금색                | 하양                  | 파랑               |
| ---- | ------------------- | -------------------- | ------------------- | --------------------- | ------------------ |
| RGB  | 206–17–38 (#CE1126) | 252–209–22 (#FCD116) | 189–156–8 (#BD9C08) | 255–255–255 (#FFFFFF) | 0–63–135 (#003F87) |